# Palasport Tre Pini
Il palasport Tre Pini era un'arena coperta della città di Padova situata in zona Prato della Valle, adiacente allo stadio Tre Pini. Faceva parte del  complesso Tre Pini del Collegio Antonianum dei gesuiti, che diedero vita all'Unione Sportiva Petrarca.

## Storia

Il palasport Tre Pini negli anni sessanta

Costruito negli anni cinquanta in concomitanza con la ristrutturazione dello stadio Tre Pini, venne inaugurato ufficialmente il 6 ottobre 1958, alla presenza del Ministro della pubblica istruzione Aldo Moro e del vescovo Girolamo Bortignon, con la gara amichevole tra Petrarca Basket e la squadra statunitense dei Red Knights. La prima gara ufficiale, si è giocata il seguente mercoledì 9, tra il Petrarca Basket e la Simmenthal Milano.
Questo impianto ha ospitato le partite interne della Pallavolo Petrarca in Serie A1, e della Pallacanestro Petrarca in Serie A.
Dal 1961 al 1975 ha ospitato il Trofeo Luxardo, l'unica prova italiana della Coppa del mondo di sciabola maschile.
Con le norme che fissarono la capienza minima di 3.500 spettatori per gli impianti di Serie A di pallacanestro e pallavolo, il piccolo palasport Tre Pini risultò inadeguato e fu costruito nella periferia cittadina il grande Palasport San Lazzaro. La squadra di volley si spostò nel nuovo impianto nel 1987, seguita qualche anno dopo da quella di pallacanestro, che nel frattempo era finita nelle serie inferiori. Per qualche tempo il Tre Pini fu ancora usato dalle formazioni giovanili delle due società.
Nel maggio 2002, il Collegio Antonianum ha venduto gran parte dei propri terreni all'orto botanico e il palasport è stato lasciato in uno stato d'abbandono fino al 2008, anno in cui sono cominciati i lavori di ampliamento dell'orto. Demolito nel 2009, una parte dell'area è stata riservata all'ampliamento dell'orto botanico, mentre la parte di proprietà rimasta ai gesuiti è stata destinata alla costruzione di una scuola religiosa.